# Amtsgericht St. Goarshausen
Das Amtsgericht St. Goarshausen war ein Gericht der ordentlichen Gerichtsbarkeit in St. Goarshausen (heute Rheinland-Pfalz), das von 1867 bis 1974 bestand.

## Geschichte
Im Herzogtum Nassau, zu dem St. Goarshausen bis 1866 gehörte, wurde die Rechtsprechung in der ersten Instanz durch die Ämter, hier also das Amt St. Goarshausen wahrgenommen. Der Amtmann wirkte als Einzelrichter. Die Ämter waren gleichzeitig Verwaltungsbehörden und Gerichte der ersten Instanz. Das Amt war jedoch nur für Zivilrechtsklagen zuständig. Als Gericht erster Instanz in Strafrechtsfragen wirkte das Kriminalgericht. Zweite Instanz in Zivilrechtsfragen war das Hof- und Appellationsgericht Wiesbaden (1832 bis 1849 mit Sitz in Usingen).
Nach der Märzrevolution 1848 wurde im Herzogtum eine Trennung von Verwaltung und Rechtsprechung eingeführt (Gesetz vom 4. April 1848). Die Verwaltungsaufgaben gingen an das neu geschaffene Kreisamt Wiesbaden über, die Rechtsprechung verblieb in den Ämtern, die nun als Justizamt bezeichnet wurden. Nach dem Sieg der Reaktion wurden diese Reformen in Nassau wieder rückgängig gemacht und die alten Ämter wieder eingeführt. Das Amt St. Goarshausen wurde nach der preußischen Annexion des Herzogtums bei der Gliederung der neuen Provinz Hessen-Nassau in Landkreise am 22. Februar 1867 Teil des Rheingaukreises. Erst im Rahmen dieser Neuordnung werden Verwaltung und Rechtsprechung getrennt. Für die Rechtsprechung in erster Instanz, die bisher durch das Amt vorgenommen wurde, wurde, zunächst die richterlichen Beamten in den Ämtern zuständig und zum 1. September 1867 das Amtsgericht St. Goarshausen gebildet, das dem Kreisgericht Wiesbaden zugeordnet war. Die Regelung bestand bis zum Inkrafttreten der Reichsjustizgesetze vom 1. Oktober 1879, hier dem Gerichtsverfassungsgesetz vom 27. Januar 1877. Das Amtsgericht wurde dem Landgericht Wiesbaden zugeordnet.
Nach dem Zweiten Weltkrieg kam die Stadt mit dem gesamten Landkreis in die Französische Besatzungszone und wurde so aus der Verwaltungsstruktur der preußischen Provinz Hessen-Nassau herausgelöst. Sankt Goarshausen wurde damit Teil des 1946 neugegründeten Landes Rheinland-Pfalz. Mit dem Landesgesetz zur Verwaltungsvereinfachung im Lande Rheinland-Pfalz von 1974 wurde das Amtsgericht aufgelöst und der Bezirk weitgehend dem Amtsgericht St. Goar zugeordnet.